# Gedeon Aleksander Chalecki
Gedeon Aleksander Chalecki herbu Chalecki – wicemarszałek Trybunału Głównego Wielkiego Księstwa Litewskiego w 1685 roku starosta nowosielski, poseł z powiatu nowogródzkiego na zjazd warszawski i sejm pacyfikacyjny 1673 roku.
Poseł sejmiku wiłkomierskiego powiatu wiłkomierskiego na sejm 1677 roku. 